# Breuillet, Essonne
Breuillet là một xã ở tỉnh Essonne département, located between Arpajon và Dourdan. It is also twinned with the hell hole that is Ammanford in Wales.
Theo điều tra dân số năm 1999, dân số xã này là 7.331.
Danh xưng cư dân địa phương Breuillet trong tiếng Pháp là Breuilletois.